# Радченко Михайло Васильович
Михайло Васильович Радченко (27 вересня 1917, Адріанопіль — 5 лютого 2002, Київ) — Герой Радянського Союзу (1944), в роки німецько-радянської війни командир танка 195-го танкового батальйону 95-ї танкової бригади 9-го танкового корпусу 65-ї армії Центрального фронту, лейтенант.

## Біографія
Народився 27 вересня 1917 в селі Адріанопіль Перевальського району Луганської області в селянській родині. Українець. Член КПРС з 1945 року. Закінчив вісім класів середньої школи і гірничопромислове училище. Працював токарем на шахті.
У 1939 році призваний до лав Червоної Армії. У боях німецько-радянської війни з червня 1941 року. У 1942 році закінчив танкове училище. Воював на Центральному фронті.
20 жовтня 1943 року  лейтенант М. В. Радченко з екіпажем одним з перших в частині переправився через Дніпро в районі селища Лоєв Гомельської області, успішно воював на плацдармі. Разом з командиром взводу на танках просунувся на 20 кілометрів у ворожий тил і зайняв оборонний рубіж. В ході боїв два радянських танка відбили 4 контратаки противника і знищили багато живої сили і техніки.
Указом Президії Верховної Ради СРСР від 15 січня 1944 року за мужність і героїзм, проявлені при форсуванні Дніпра і утриманні плацдарму на його правому березі лейтенанту Михайлу Васильовичу Радченко присвоєно звання Героя Радянського Союзу з врученням ордена Леніна і медалі «Золота Зірка» (№ 3259).

Надгробок Михайла Радченка

Після закінчення війни продовжував службу в армії. У 1955 році закінчив Військову юридичну академію. З 1970 року підполковник М. В. Радченко — в запасі. Жив у Києві. Помер 5 лютого 2002. Похований у Києві на Міському кладовищі «Берківці».

## Нагороди
Нагороджений орденом Леніна, орденом Вітчизняної війни 1-го ступеня, двома орденами Червоної Зірки, медалями.